# Urbar (Rhin-Hunsrück)
Pour les articles homonymes, voir Urbar.
Urbar est une municipalité de la Verbandsgemeinde Sankt Goar-Oberwesel, dans l'arrondissement de Rhin-Hunsrück, en Rhénanie-Palatinat, dans l'ouest de l'Allemagne.